# Soda fountain

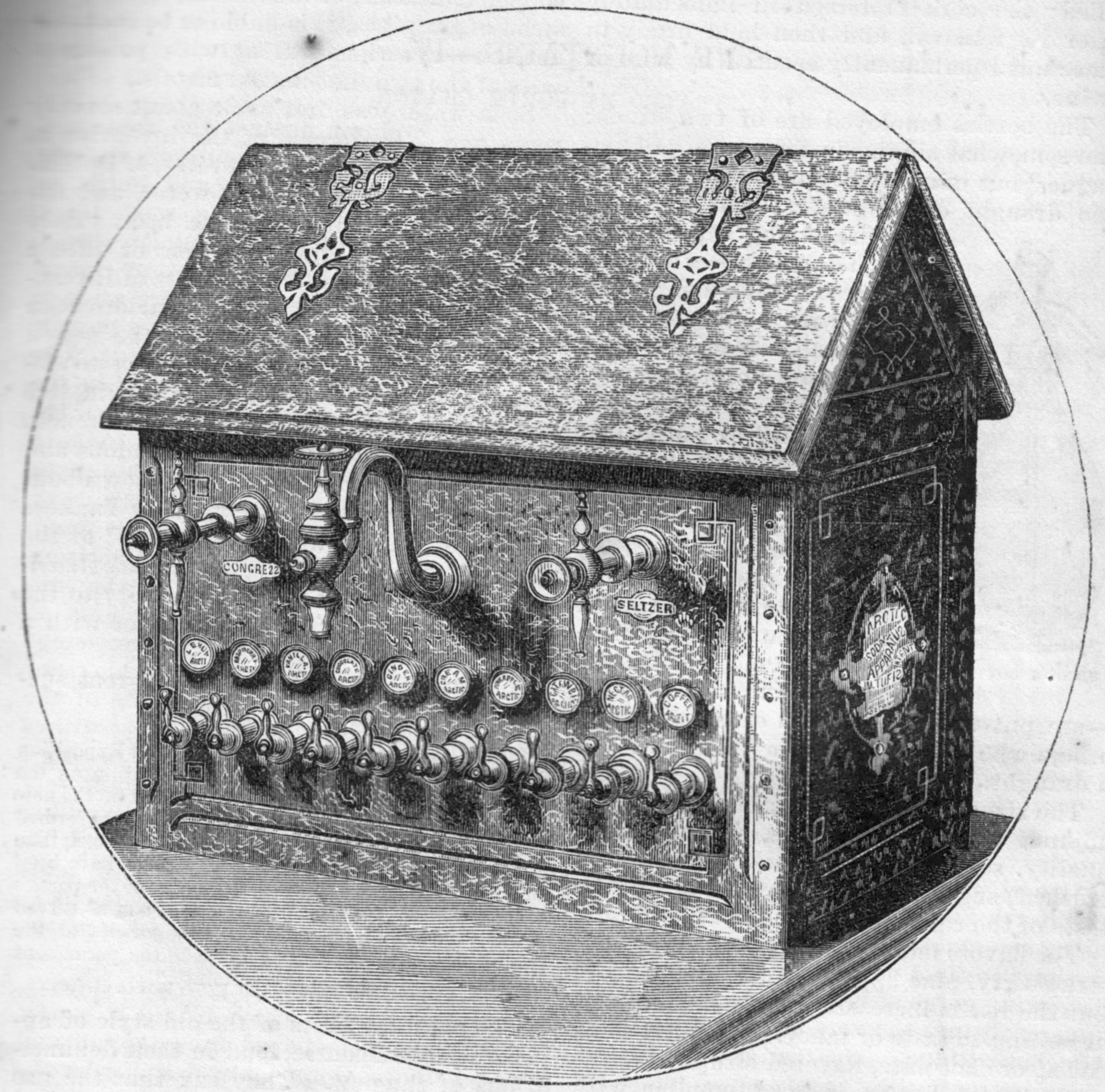
Incisione di una soda fountain del 1872.

Con il termine soda fountain si indica l'apparecchio presente in ristoranti e fast food in grado di spillare le diverse bevande gassate. Il dispositivo combina diversi sciroppi (corrispondenti alle bevande) con acqua e anidride carbonica, così da produrre la bibita desiderata.

## Storia

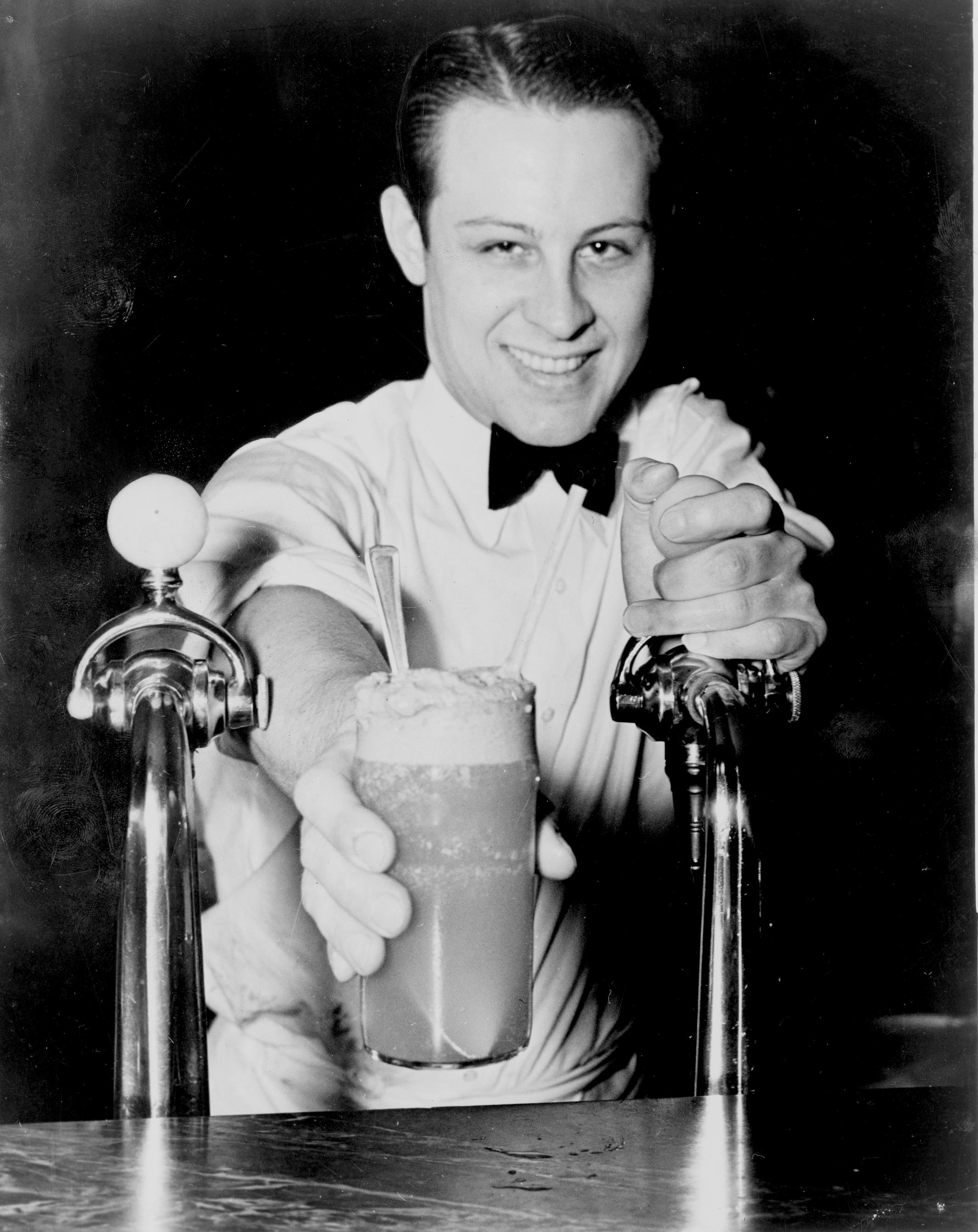
Un apparecchio erogatore di gelati (1936).

La soda fountain nacque come un tentativo di replicare le sorgenti di acque minerali che sgorgano dalla terra. Molte culture diverse hanno creduto che bere o bagnarsi in acque minerali o termali potesse curare alcune malattie e alcune grandi imprese commerciali sorsero attorno alle terme più famose, come quelle di Bath in Inghilterra o ai molti onsen del Giappone. Nel XVIII secolo alcuni scienziati provarono a produrre acque effervescenti con poteri curativi, fra questi Robert Boyle, Friedrich Hoffmann, Jean Baptiste van Helmont, William Brownrigg, Antoine Laurent Lavoisier e David Macbride. Negli anni 1770 il chimico svedese Torbern Bergman e lo scienziato inglese Joseph Priestley inventarono un apparecchio per addizionare l'acqua con anidride carbonica. Nel 1774 John Mervin Nooth presentò un macchinario che migliorava il progetto di Priestley. Nel 1807 Henry Thompson ottenne il primo brevetto inglese per il suo metodo di aggiungere anidride carbonica all'acqua. Il prodotto era abitualmente chiamato soda water, sebbene in realtà non contenesse soda.
La soda fountain nacque in Europa, ma trovò il suo maggior successo negli Stati Uniti. Benjamin Silliman, un professore di chimica dell'università di Yale, fu tra i primi ad introdurre l'acqua gassata in America. Nel 1806 Silliman comprò uno degli apparecchi di Nooth e iniziò a vendere acqua minerale e New Haven in Connecticut. Le vendite ebbero successo, cosicché costruì una macchina più grande, aprì un locale apposito e coinvolse tre soci. Questa società stabilì altre soda fountain a New York e a Baltimora. Più o meno nello stesso periodo, altri imprenditori installarono i medesimi apparecchi a New York e a Filadelfia. Sebbene l'impresa di Silliman alla fine sia fallita, ebbe un ruolo rilevante nel rendere popolare l'acqua gassata.

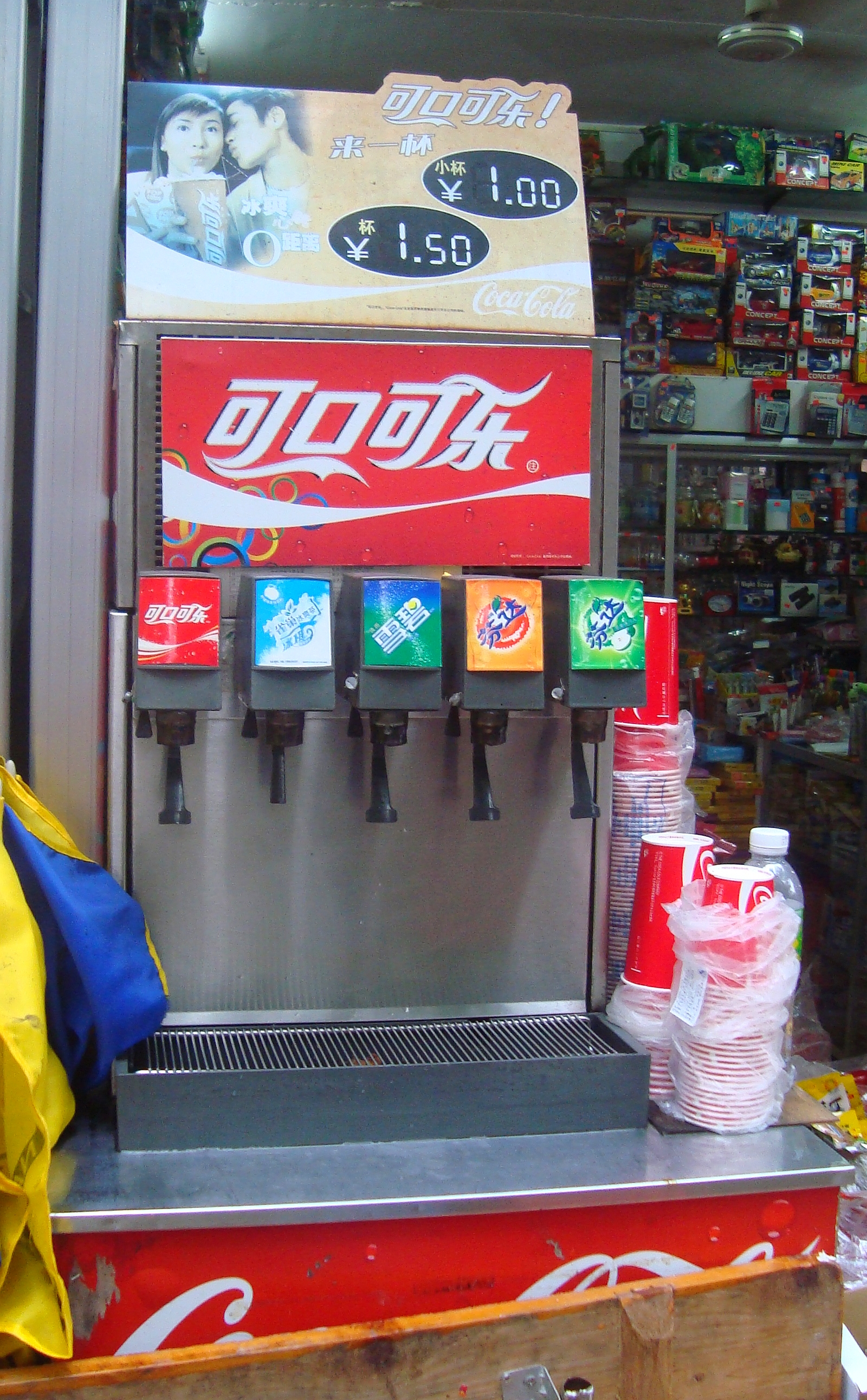
Una soda fountain in Cina

Nel 1832 John Matthews di New York e John Lippincott di Filadelfia iniziarono la produzione di soda fountain. Entrambi applicarono innovazioni e migliorie e l'impresa si espanse man mano che nei punti vendita si installavano "fontane" sempre più nuove. Altri pionieri della produzione di queste macchine furono Alvin Puffer, Andrew Morse, Gustavus Dows e James Tufts. Nel 1891 i quattro maggiori produttori—Tufts, Puffer, Lippincott e Matthews—fondarono l'American Soda Fountain Company, con lo scopo di monopolizzare il settore. I quattro produttori continuarono a fabbricare e commercializzare gli apparecchi con i propri marchi, ma il loro cartello controllava i prezzi ed estromise dal mercato alcuni piccoli fabbricanti.
Prima dell'introduzione della refrigerazione meccanica, le soda fountain utilizzavano ghiaccio per rinfrescare le bevande e i gelati. I raccoglitori di ghiaccio tagliavano blocchi di ghiaccio dai laghi durante l'inverno e li immagazzinavano per sfruttarli in estate. All'inizio del XX secolo, nuove imprese entrarono nella produzione delle soda fountain, introducendo apparecchi senza ghiaccio che utilizzavano la brina.

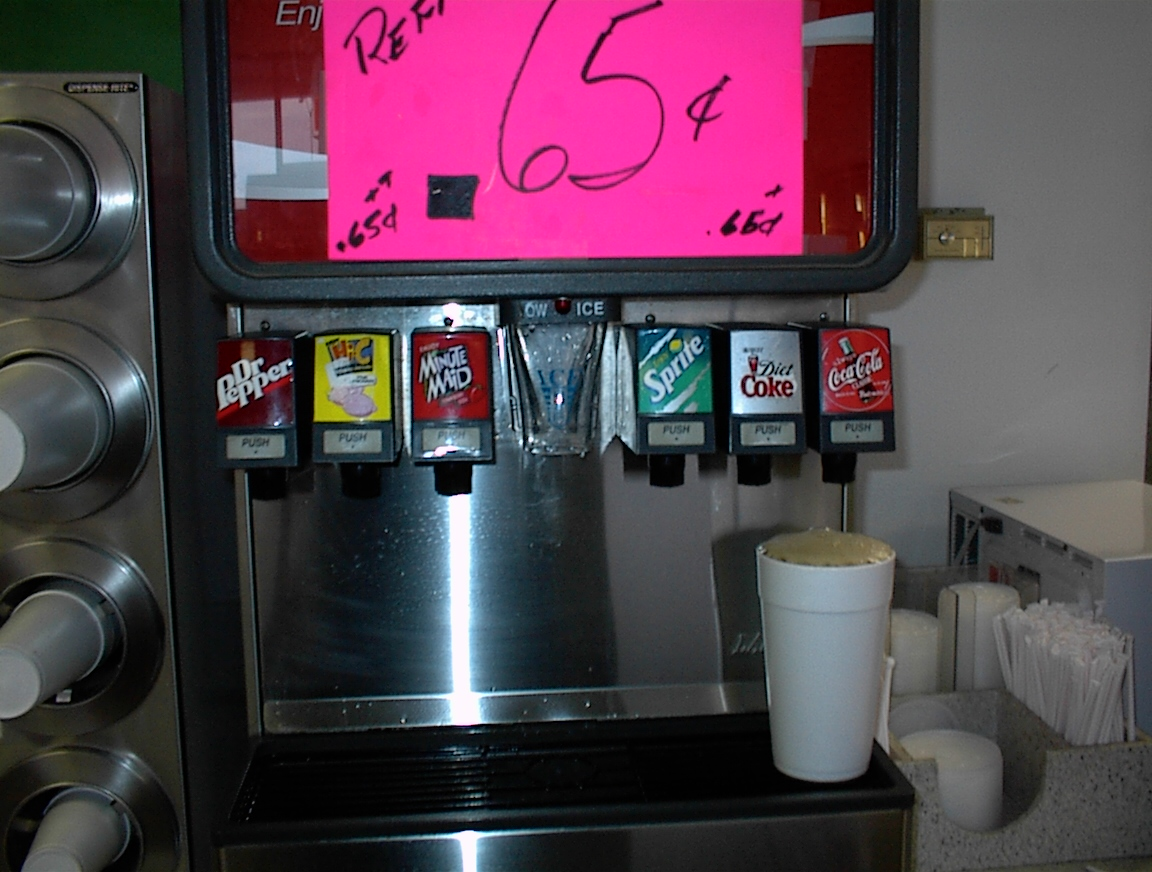
Una soda fountain nel 2003.

La L.A. Becker Company, la Liquid Carbonic Company e la Bishop & Babcock Company dominavano il mercato degli apparecchi senza ghiaccio. Nel 1888 Jacob Baur di Terre Haute in Indiana fondò la Liquid Carbonics Manufacturing Company a Chicago e divenne il più importante produttore del Midwest. Nel 1903 la Liquid Carbonic iniziò a sondare il mercato per il suo apparecchio senza ghiaccio in una fiera di Chicago. Louis A. Becker era un venditore che aveva impiantato la sua fabbrica nel 1898 e produceva un apparecchio che aveva chiamato 20th-Century Sanitary Soda Fountain. Nel 1904 l'impresa di Becker produsse la sua prima "fontana" senza ghiaccio. Nel 1908 William H. Wallace ottenne un brevetto per un apparecchio senza ghiaccio e installò il suo prototipo in un negozio di Indianapolis. Vendette poi il suo brevetto alla Marietta Manufacturing Company, che fu assorbita dalla Bishop & Babcock di Cleveland.
Due dipendenti della Liquid Carbonic, Charles Bastian e Lewis Blessing, fondarono la loro impresa nel 1908. I nuovi fabbricanti competevano con l'American Soda Fountain Company e conquistarono una grande fetta di mercato. Il cartello entrò in crisi e le imprese che lo componevano dovettero difendere le loro posizioni sul mercato. Durante la prima guerra mondiale alcuni produttori misero in vendita le "fontane 50%", che sfruttavano una combinazione di ghiaccio e refrigerazione meccanica. Nei primi anni 1920 molti rivenditori comprarono soda fountain dotate di refrigerazione ad ammoniaca.

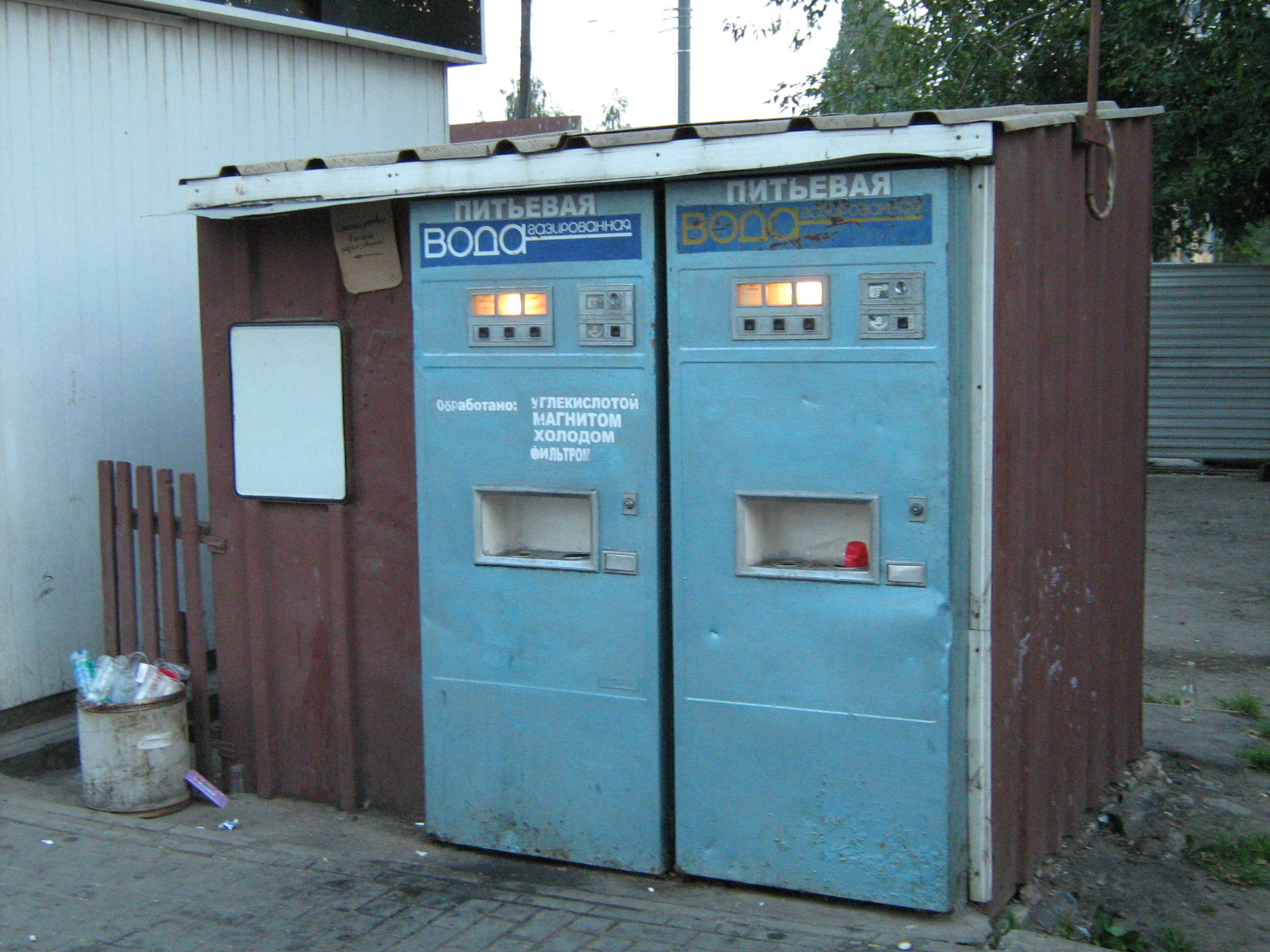
Una rarità: una soda fountain self-service in stile sovietico a Nižnij Novgorod, in Russia, nel 2007

Al loro apice, le soda fountains erano diffuse nelle farmacie, nelle gelaterie, nei negozi di dolciumi, nei grandi magazzini, nei bar e nelle stazioni ferroviarie. Nella prima metà del XX secolo molti apparecchi fornivano prodotti diversi, come piatti pronti, gelati, creme e così via. Le soda fountain ebbero il loro apice negli anni 1940 e 1950.
Nel 1950 Walgreens, una delle più grandi catene americane di negozi alimentari introdusse distributori automatici che segnarono il declino delle soda fountain, al quale contribuirono anche la diffusione degli autoveicoli e l'espansione delle periferie urbane. I drive-in e le gelaterie lungo le strade extraurbane, come Dairy Queen, si contendevano i clienti. Molti rivenditori adottarono distributori automatici che vendevano bevande in lattina e la soda fountain che richiedeva personale cadde in disuso.
Nei paesi del blocco orientale soda fountain self-service, situate in centri commerciali, mercati o semplicemente sui marciapiedi di zone frequentate si diffusero verso la metà del XX secolo. In Unione Sovietica, un bicchiere di acqua gassata era venduto ad 1 copeca, mentre per 3 copeche si poteva acquistare un bicchiere di acqua gassata al gusto di frutta. La maggior parte di queste macchine è scomparsa negli anni 1990, ma alcune sono ancora in funzione.